# De tuin van het paradijs

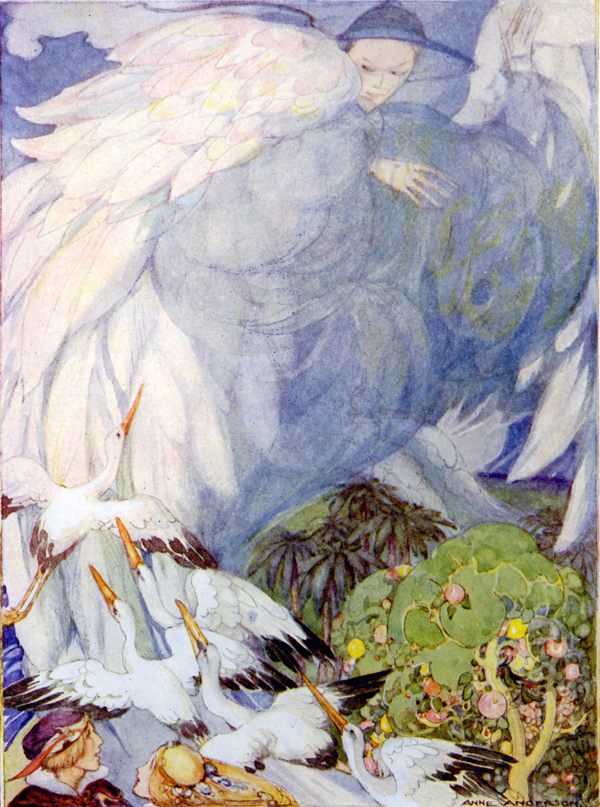
De tuin van het paradijs, Anne Anderson

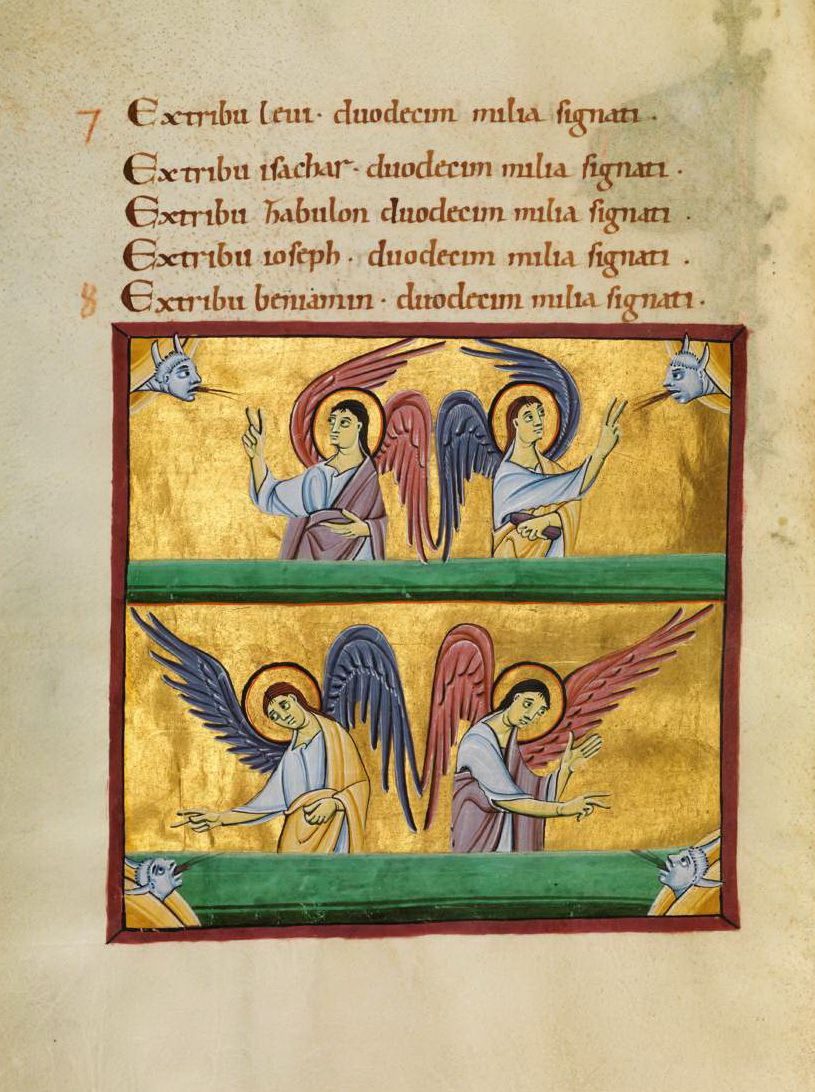
Vier engelen met de vier winden, Bamberg Apocalypse

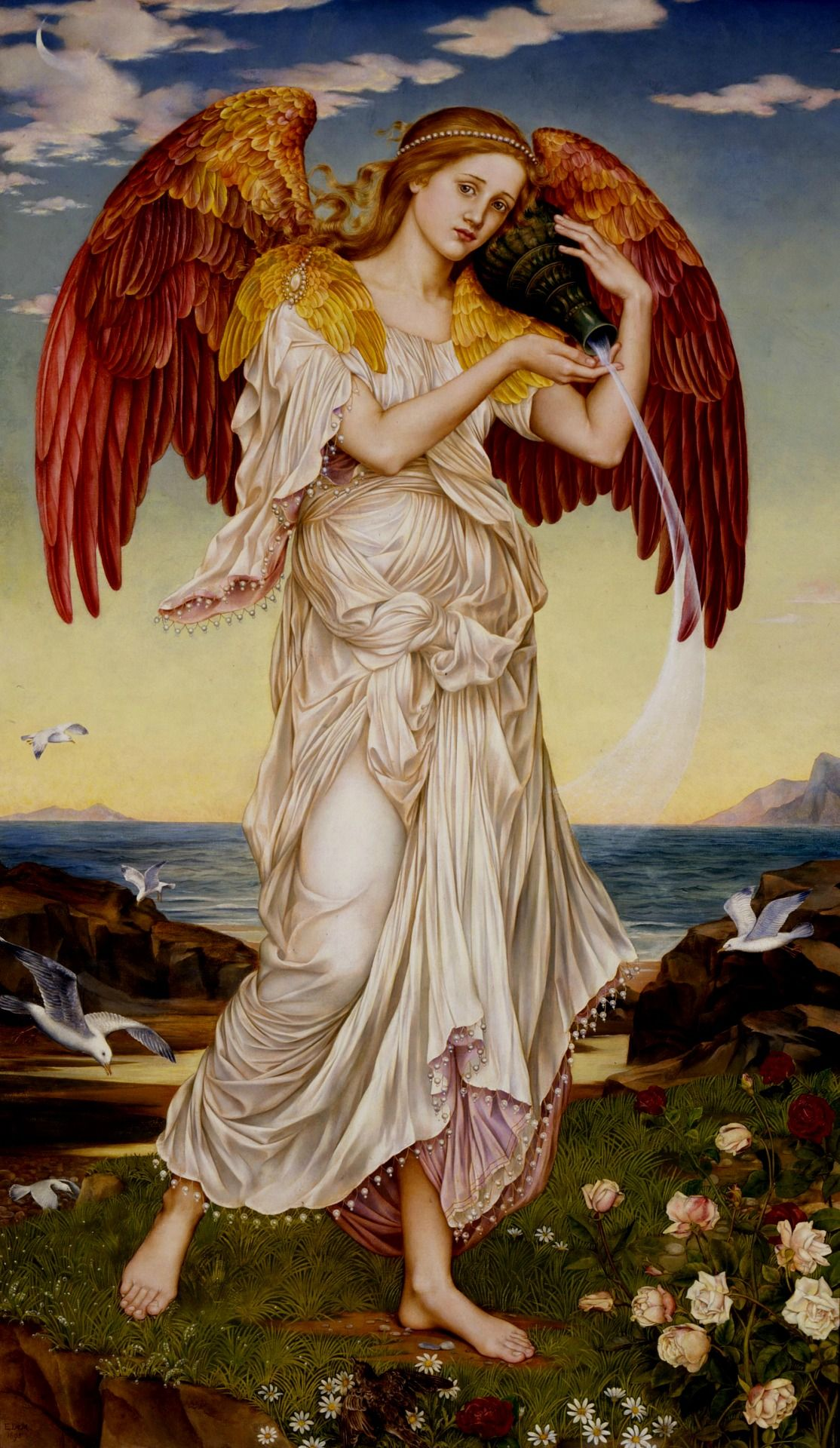
Eos, moeder van de vier winden, Evelyn De Morgan, 1895

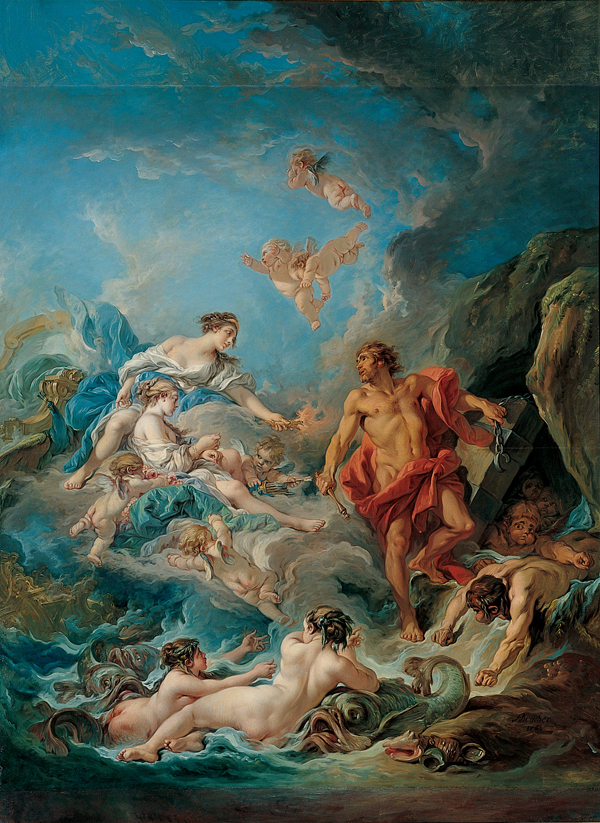
Juno vraagt Aeolus de winden vrij te laten, François Boucher - Kimbell, 1769

De tuin van het paradijs is een sprookje van Hans Christian Andersen, verschenen in 1839.

## Verhaal
Een koningszoon heeft veel boeken, maar nergens wordt geschreven over de tuin van het paradijs. Zijn overgrootmoeder heeft verteld dat elke bloem in de tuin van het paradijs een lekker koekje was. Op een koekje staat bijvoorbeeld geschiedenis, je hoeft hem maar te eten om de les te weten. De jongen vraagt zich af waarom Eva van de boom der kennis plukte en Adam de verboden vrucht at. 
Op zijn zeventiende loopt de koningszoon in het bos, hij houdt ervan alleen te zijn. Hij vindt een ruim verlicht hol, een hert met flink gewei is aan het spit gestoken. Een vrouw wenkt de koningszoon en vertelt dat hij in het hol der winden is. Haar zoons zijn de vier winden van de wereld en zullen spoedig thuiskomen. Ze legt uit dat ze haar jongens in toom wil houden en wijst naar vier zakken aan de muur. De jongens zijn hier even bang voor als de koningszoon voor de roe achter de spiegel. Ze kan de jongens namelijk opvouwen en in de zak stoppen. 
De noordenwind komt met ijzige kou, er hangen ijspegels aan zijn baard. Hij heeft kleding van berenhuid en een kap van Zeehondenleer. Hij vertelt over de Poolzee en het Bereneiland. Er liggen grote stenen en geraamten van walrussen en ijsberen, ze zien eruit als armen en benen van reuzen. De noordenwind blaast tegen de nevel en ziet een hut bekleed met walrushuiden, de vleeszijde is rood en groen. De noordenwind hielp met de walrusjacht, hij liet ijsbergen de boten in het nauw brengen. De schepen werden naar het zuiden geblazen, de jagers komen nooit meer naar het Bereneiland. De moeder van de winden vindt dat hij fout heeft gehandeld.
De Broeder uit het westen komt aan, hij brengt frisheid van de zee mee. Zefier ziet eruit als een wildeman, met valhelm en knuppel uit Amerikaans mahoniehout. Hij is in de oerwouden geweest en keek naar de diepe rivier die van de rotsen stort. Het water wordt nevel en vormt een regenboog. een buffel wordt meegesleurd en komt samen met een groep vliegende wilde eenden bij de waterval. Hij blaast een storm en oude bomen worden spaanders. Hij is ook in de savanne geweest en streelde wilde paarden.
De zuidenwind komt met bedoeïnenmantel en tulband en werpt hout op het vuur. Hij is in Afrika geweest en ging met de Hottentotten op leeuwenjacht in Kafferland. Het gras is daar groen als olijven. Hij komt een karavaan in de woestijn tegen. De laatste kameel wordt geslacht om drinkwater te krijgen. Het is te weinig en de zon brandt. Dan draait de zuidenwind een windhoos en de koopman trekt zijn kaftan over het hoofd. Hij werpt zich als voor Allah, zijn God, neer voor de zuidenwind. Ze worden begraven onder een piramide van zand. Ooit zal het zand weggeblazen worden en zien reizigers dat hier al eerder mensen zijn geweest.
De moeder van de winden vindt dat hij alleen kwaad gedaan heeft en roept Mars, in de zak en draagt hem om het middel. Dan komt de oostenwind thuis, hij is gekleed als een Chinees en vliegt sneller dan de adelaar. Hij zal de volgende dag naar de tuin van het paradijs gaan, het is dan honderd jaar geleden. Hij heeft op de porseleinen toren gedanst tot alle klokken luidden. Bamboeriet wordt op de schouders van ambtenaren stukgeslagen. Mensen van de eerste tot de negende graad doen alsof ze de vaderlijke weldoener dankbaar zijn. De oude vrouw is dankbaar dat de oostenwind de volgende dag naar de tuin van het paradijs gaat, hij moet drinken uit de bron der wijsheid en een flesje voor zijn moeder meenemen. 
De oostenwind wil dat de zuidenwind vertelt over de vogel Feniks, de prinses van de tuin van het paradijs wil hier elke honderd jaar over horen als hij haar bezoekt. De zuidenwind kruipt uit de zak, maar is beledigd omdat de prins alles heeft gezien. Hij geeft een palmblad aan zijn broer, de levensgeschiedenis van de afgelopen eeuw is door de Feniks ingegrift. De zuidenwind zag hoe de Feniks in zijn nest verbrandde als een hindoevrouw. Zijn ei lag roodgloeiend in het vuur en het jong vliegt uit, hij bijt een gat in het palmblad als groet voor de prinses. 
Het gezelschap eet van het gebraden hert, de prins wordt bevriend met de oostenwind. Hij vraagt over de tuin van het paradijs en de oostenwind biedt aan om mee te reizen. Sinds Adam en Eva zijn er geen mensen geweest, de tuin zonk onder de grond. De koningin van de feeën woont op het eiland van de gelukzaligen, waar de Dood nooit komt. Ze gaan slapen en als de prins ontwaakt, is hij tot zijn grote schrik al hoog in de wolken. Hij ziet krijtwitte stippen op het groene bord, kerken staan in velden en akkers. Ze zien de Himalaya en buigen af naar het zuiden.
In een hol in de rotswand is het ijzig koud, de vogel heeft één vleugel in de warme zonneschijn en de ander in de winterkou. Het is de weg naar het paradijs en ze gaan het hol binnen. Blauw licht schijnt en er hangt een nevel, die optrekt als een witte wolk in de maneschijn. Er stroomt een rivier met vissen als zilver en goud en plompenbladeren hebben de kleuren van de regenboog. Elke bloem wordt gevoed door het water, zoals olie een lamp laat branden. Een brug van marmer, uitgehouwen als van kant leidt naar het eiland van de gelukzaligen. 
Leeuwen en tijgers zijn tam, een wilde bosduif slaat een leeuw op zijn manen met haar vleugels. De fee van het paradijs is jong en mooi, ze wordt gevolgd door meisjes met een lichtende ster in het haar. De oostenwind geeft het beschreven blad aan de prinses en ze neemt de prins bij de hand en gaat het slot binnen. De zoldering is een stralende bloem en de prins kijkt naar buiten door het raam. Hij ziet Adam en Eva en de fee antwoordt dat de tijd zijn beeld op de ruit heeft gebrand. Het beeld beweegt, want het leeft. Mensen komen en gaan en de prins ziet de droom van Jacob. De ladder gaat tot de hemel en engelen dalen neer. 
Midden in een zaal met muren van transparante schilderijen staat een grote boom met gouden appels. Het is de boom der kennis en de fee stapt met de prins in de boot, waar alle landen van de wereld voorbijglijden. Ze zien de Alpen, de waldhoorn klinkt en in het dal jodelt een herder. Het vijfde continent, Nieuw-Holland, komt voorbij en zuilen en sfinxen liggen in het zand in Egypte. De prins wil hier altijd blijven en beloofd niet aan de appel der kennis te komen. Deze duizenden vruchten zijn net zo prachtig. De prins krijgt nog de kans om met de oostenwind mee terug te gaan, de tijd verstrijkt hier alsof honderd jaar honderd uren zijn.
De feeënprinses waarschuwt dat ze hem elke keer zal wenken als ze weg zal gaan. Hij moet niet meegaan, want zijn verlangen zal groeien. Ze slaapt in de zal waar de boom der kennis groeit en hij zal over haar heen buigen en haar kussen. Het paradijs zal dan wegzinken onder de grond en hij zal in de koude regen staan. De prins neemt afscheid van de oostenwind en de dans met de fee begint. Ze wenkt hem elke keer en honderd jaar lang moet hij de verleiding weerstaan. Hij wordt in een zaal met witte lelies gebracht en de meeldraden vormen een gouden harp. De zon gaat onder en de hemel wordt goud en er klinkt gezang uit de zaal van de boom der kennis. De fee wenkt hem innig en de prins vergeet zijn belofte al op de eerste avond. 
De prins vraagt zich af of het volgen van schoonheid en vreugde een zonde is en hij volgt de fee. Hij wil haar alleen zien slapen en hij buigt de takken opzij. Hij ziet tranen tussen haar wimpers en hij vraagt of ze om hem huilt. Hij kust de traan uit haar oog en er klinkt een donderslag. Alles zinkt diep weg en een dodelijke kou trekt door de prins. Langzaam komt hij tot bewustzijn en hij beseft dat hij gezondigd heeft. Hij ziet het verzonken paradijs, de morgenster aan de hemel. Als hij opstaat, is hij bij het hol van de vier winden. De moeder van de winden is boos en zou hem in de zak stoppen als hij haar zoon was geweest. 
De Dood komt en vertelt dat de prins ooit in een doodskist zal liggen. Eerst moet hij nog voor zijn zonden boeten, op het moment dat hij het minst verwacht zal de zeis gebruikt worden. De Dood zal met de kist naar de ster vliegen en als hij goed en vroom is, zal hij binnentreden. Als zijn ziel boos is en zijn hart vol zonde, dan zinkt hij dieper dan het paradijs. Eenmaal per duizend jaar wordt beslist of hij nog verder wegzakt, of op de ster zal komen.

## Extra afbeeldingen

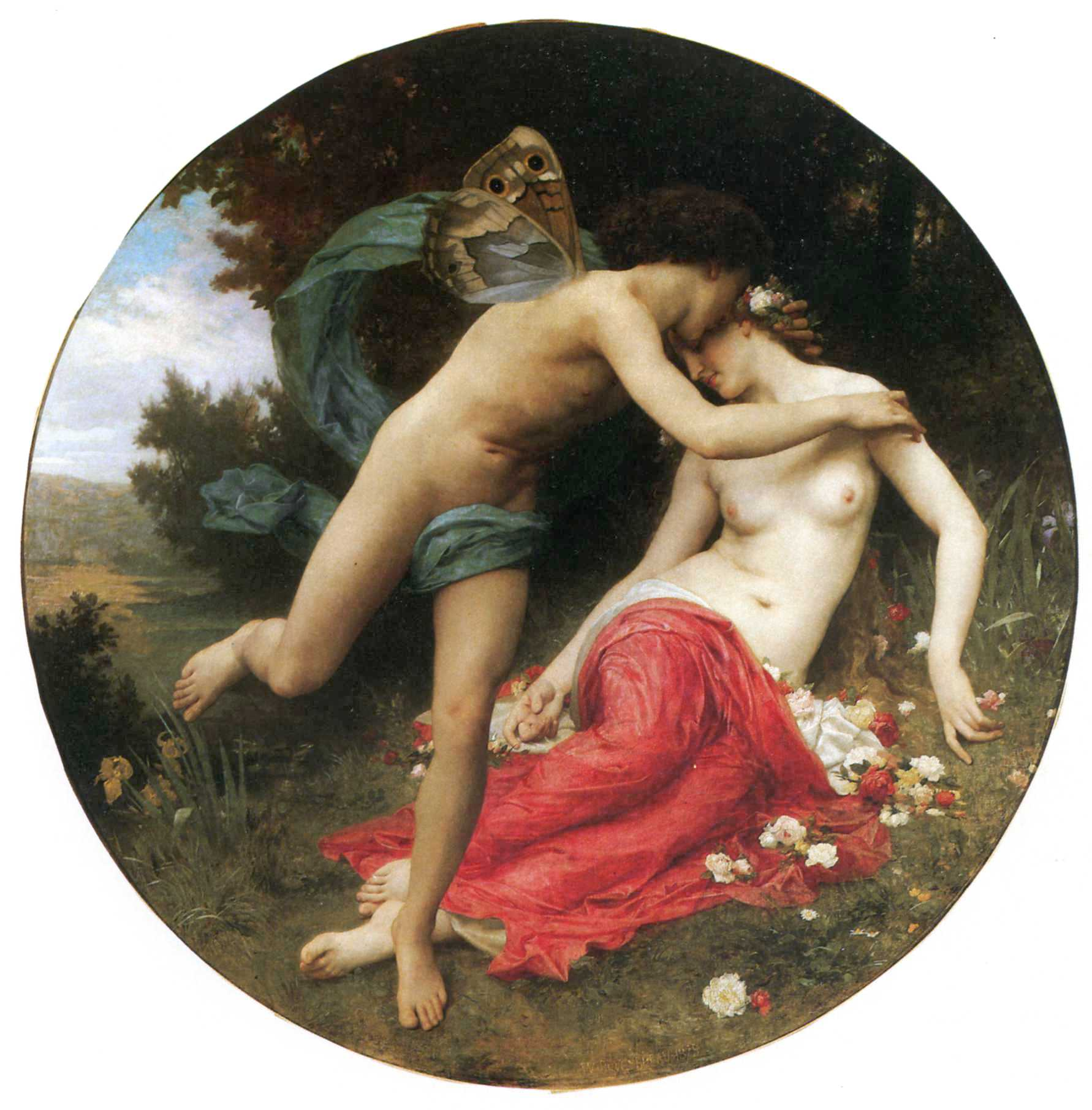
Flora en Zephyros (westenwind), William-Adolphe Bouguereau, 1875
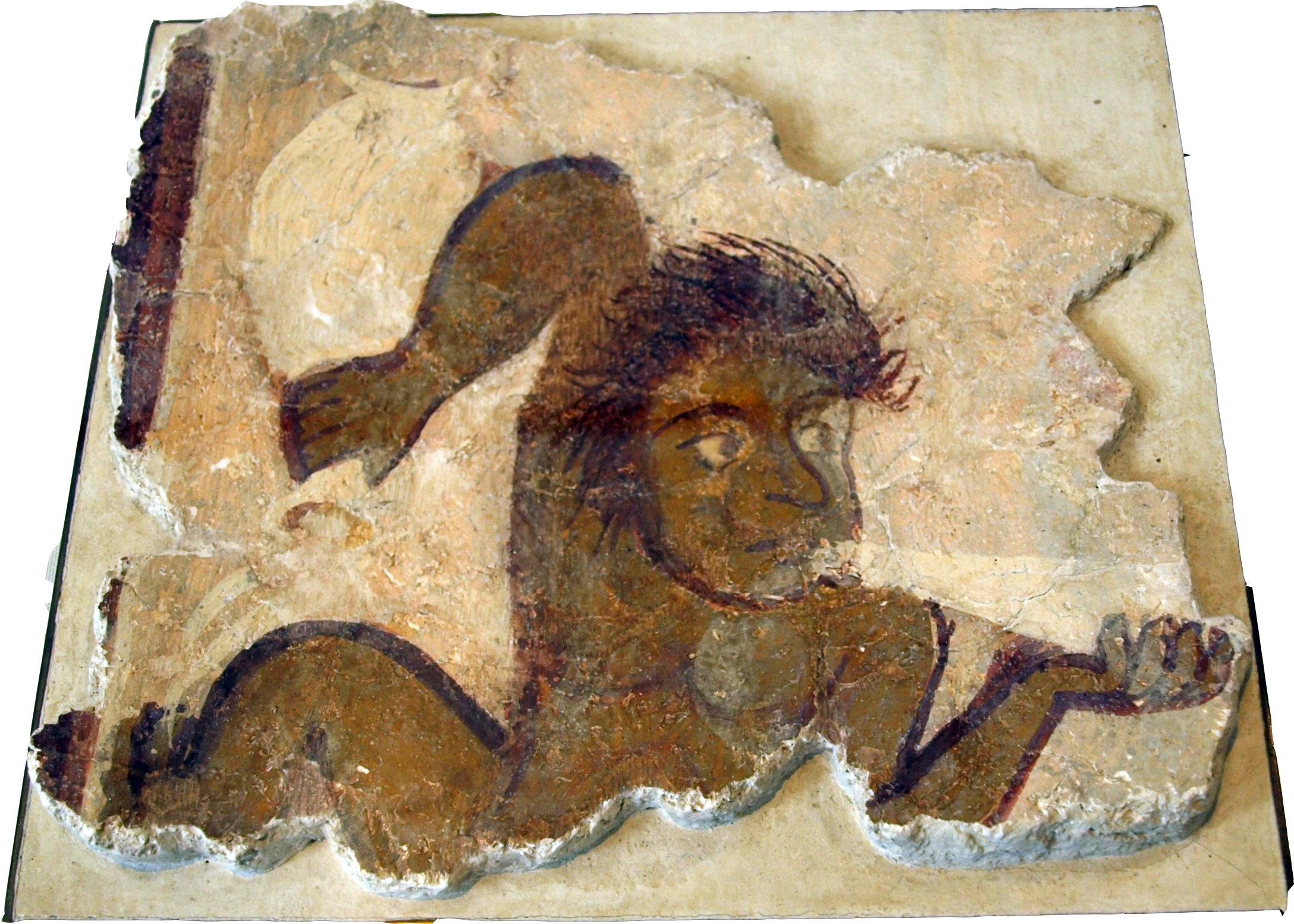
Notos (zuidenwind) op een Byzantijnse schildering
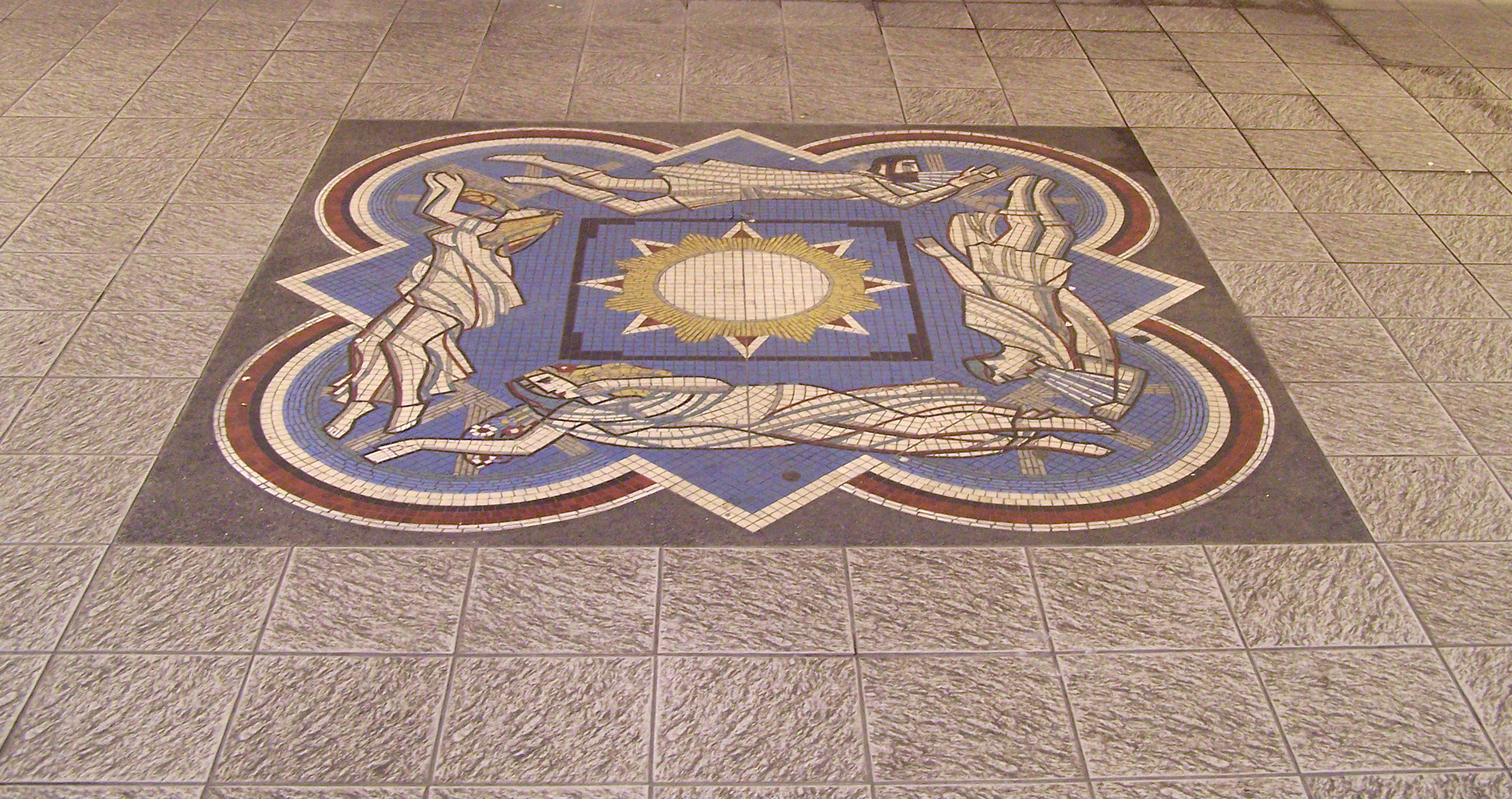
De Vier Windstreken, Utrecht Centraal

## Varia
- Zefier is een naam voor Zephyros, de personificatie van de westenwind in de Griekse mythologie. Boreas is de noordenwind, Euros de oostenwind en Notos de zuidenwind. Aeolus houdt deze winden opgesloten in een grot en kan ze als hij dat wil uitzenden om wind te brengen. Eos is de moeder van de winden.
- Bij de Romeinen was Arinna moeder van de vier winden.
- De kus speelt ook een grote rol in Doornroosje.
- Li Jing is een volksverhaal uit China waarin een hertog in het drakenpaleis terechtkomt.